# أطفال ريك
أطفال ريك (بالإنجليزية:Childrick of Mort) هي الحلقة التاسعة وما قبل الأخيرة من الموسم الرابع من مسلسل الرسوم المتحركة أدلت سويم التلفزيوني ريك ومورتي. من تأليف جيمس سيسيليانو وإخراج كيونغهي ليم، تم بث الحلقة في 24 أيار 2020 في الولايات المتحدة.

## الحبكة
أثناء ذهاب عائلة سميث في رحلة تخييم، يتلقى ريك مكالمة من جايا، كوكب واعي، بأنها حامل مع أطفاله. يأخذ ريك العائلة على مضض إلى جايا، حيث يشهدون ولادة الجيل الأول من الأطفال. ينكر ريك كونه الأب، لكنه قام هو وبيث ببناء مدينة متقدمة للغايين حتى يصبحوا حضارة مكتفية ذاتياً ترتاد الفضاء. ينتهي نظامهم لتحديد المهن للغايين بطرد «غير المنتجين» خارج المدينة. في هذه الأثناء، يأخذ جيري مورتي والتخييم الصيفي في برية غايا. ومع ذلك، يتهم سمر بمرارة جيري باستخدام التخييم كذريعة لجعل نفسه يبدو مهماً. هيرت، جيري يغادر المخيم بينما مورتي وسامر يبحثان عن ريك وبيث. يقوم جيري في النهاية بالاتصال مع غير المنتجين، الذين قام بتربيتهم إلى مجتمع قبلي بدائي مع كره للتكنولوجيا.
يضيع «مورتي» و «سمر» ويجدان سفينة فضاء محطمة، يقومان بإصلاحها ولكنهما غير قادرين على القيادة. فقط عندما يكون ريك وبيث على وشك إكمال مشروعهما، يقود جيري جيشه من الغير منتجين ضدهما. في الوقت نفسه، وصل كيان يشبه الرب اسمه ريجي. تعترف جايا بأنها ارتكبت خطأ، وريجي هو الأب الحقيقي للأطفال. تحاول ريجي تولي حضانة أطفالها، لكن ريك يرفض التنحي. يُمكِّن ريجي جيري بينما يمنح ريك بيث سلاحاً متقدماً، تاركًا الاثنين لمحاربة بعضهما البعض بينما يقاتل ريك شخصياً ريجي. تقاتل بيث وجيري إلى طريق مسدود، لكن سرعان ما يجد ريك '' نفسه في وضع غير مؤات ضد ريجي ''.
ريجي على وشك سحق ريك عندما يقوم مورتي وسمر عن غير قصد بحفر سفينتهما الفضائية في دماغ ريجي، مما يؤدي إلى قتله. يقع جسد ريجي في يد جايا، ويدمر مدينة ريك وبيت ويقتل العديد من الغايين. يتسبب التأثير في سقوط بيث في شق، لكن جيري ينقذها. غاضباً من وفاة ريجي والأضرار التي سببها ريك، تطارد غايا عائلة سميث للعودة إلى الفضاء، تاركاً الغايين الباقين على قيد الحياة ليدافع عن أنفسهم. يعترف جيري بأنه أراد فقط الذهاب للتخييم ليجعل نفسه يشعر بأهميته، ويعتذر مورتي وسامر عن وقاحتهما. غاضباً من انحياز العائلة إلى جانب جيري، ينادي ريك ببرود أبوة بيث من خلال الكشف عن كيف قتل مورتي وسامر ريجي.
في مشهد ما بعد انتهاء الحلقة، عندما يشاهد ريك إعلاناً تجارياً لـ «الكواكب فقط!»، يعلن عن كواكب ساخنة جنسياً ومشبع بالبخار، تمسك به سمر في هذا الحال.

## الإنتاج والكتابة
الحلقة التي تم الكشف عنها بعنوان «أطفال ريك» في 14 نيسان 2020، من إخراج Kyounghee Lim وكتابة جيمس سيسيليانو.

## استقبال

### البث والتقييمات
تم بث الحلقة بواسطة أدلت سويم في 24 أيار 2020. وفقاً لـ Nielsen Media Research ، شوهدت حلقة «أطفال ريك» من قبل 1.22 مليون مشاهد منزلي في الولايات المتحدة وحصل على تصنيف 0.67 بين الفئة العمرية 18-49 للبالغين.

### استجابة حرجة
منح جيسي شيددين من آي جي إن الحلقة بتقييم 8 نجوم من أصل 10، قائلاً إن الحلقة «إضافة ممتعة أخرى لريك ومورتي: الموسم 4. إن لم يكن القسط الأكثر مرحاً، فإنه بالتأكيد يستفيد من وجود جيري في المقدمة ومركز التغيير. علاوة على ذلك، يبدو النهج الأكثر تشاؤمًا قليلاً مناسبًا نظرًا لمدى وجود علاقة ريك / بيث في قلب هذه الحلقة. تدور الحلقة 9 حول الكفاح من أجل أن تكون أبًا صالحًا، ومن المناسب أن تترك الخاتمة كل شخص أكثر تعاسة وأسوأ مما كانت عليه عندما بدأ.» أعطى جو ماتير من Den of Geek الحلقة 2.5 من 5، قائلاً إنه «مع مشاركة عائلة سميث بأكملها، تعد» أطفال ريك«تغييراً مرحبًا به في السرعة بعد مجموعة من Rick-and-Morty- في بعض الأحيان حلقات مركزية، ولكن فقط على المستويات الأساسية لأنها نوع من المتوسط. يحدث الكثير من الحماقات المجنونة، كما هو معتاد على ريك ومورتي، لكن الافتقار إلى النكات البارزة أو لحظات الشخصية المثيرة للاهتمام تجعل الإجراءات عادية. لم أجد» أطفال ريك«مملًا كما فعلت مع»مغامرات جنونية «. إنه فقط أي شيء.»

## روابط خارجية
- أطفال ريك  في قاعدة بيانات الأفلام على الإنترنت (بالإنجليزية)